# Gryphoceratops
Genre
Espèce
Gryphoceratops est un genre de dinosaures cératopsiens du Crétacé supérieur retrouvé en Alberta, au Canada. L'espèce-type, Gryphoceratops morrisoni, a été nommée et décrite par Michael J. Ryan et al. en 2012.
Le genre est basé sur l'holotype ROM 56635, retrouvé dans la partie nord-ouest du parc provincial Dinosaur, dans le lit d'ossements 55 de la formation géologique de Milk River (en).
Gryphoceratops est le plus vieux leptoceratopsidé connu.